# Grażyna Bacewicz. The Two Piano Quintets. Quartet for Four Violins. Quartet for Four Cellos
Grażyna Bacewicz. The Two Piano Quintets • Quartet For Four Violins • Quartet For Four Cellos – album Kwartetu Śląskiego i zaprzyjaźnionych artystów (Wojciech Świtała, Krzysztof Lasoń, Małgorzata Wasiucionek, Polish Cello Quartet) z utworami kameralnymi skomponowanymi przez Grażynę Bacewicz. Płytę wydała brytyjska firma Chandos (nr kat. CHAN 10976). Fonogram zebrał wiele laurów na świecie, m.in. Diapason d'Or (czerwiec 2018), BBC Music Choice (lipiec 2018), BBC Music Awards (styczeń 2019), Limelight (czerwiec 2018), MusicWeb Recording of the Month (grudzień 2018), Presto Disc of the Week (kwiecień 2018), Music Island Recommends (kwiecień 2018). Nominacje do Fryderyków 2019 w kategoriach „Najlepszy album polski aa granicą” oraz „Najwybitniejsze nagranie muzyki polskiej” (laur w tej drugiej kategorii).

## Wykonawcy
- Silesian Quartet:
  - Szymon Krzeszowiec, skrzypce
  - Arkadiusz Kubica, skrzypce
  - Łukasz Syrnicki, altówka
  - Piotr Janosik, wiolonczela
- Friends:
  - Krzysztof Lasoń, skrzypce
  - Małgorzata Wasiucionek, skrzypce
  - Wojciech Świtała, fortepian
  - Polish Cello Quartet:
    - Tomasz Daroch, wiolonczela
    - Wojciech Fudala, wiolonczela
    - Krzysztof Karpeta, wiolonczela
    - Adam Krzeszowiec, wiolonczela

## Lista utworów
- Quintet No. 1 for Piano and String Quartet (1952)
- Quintet No. 2 for Piano and String Quartet (1965)
- Quartet for Four Violins (1949)
- Quartet for Four Cellos (1963)